# Gaius Nautius Rutilus (Konsul 287 v. Chr.)
Gaius Nautius Rutilus war ein römischer Staatsmann im ersten Viertel des 3. Jahrhunderts v. Chr.
Sein Vater war vermutlich der Konsul von 316, Spurius Nautius Rutilus. Er wurde 287 zusammen mit Marcus Claudius Marcellus zum Konsul gewählt. Mangels Quellen ist nichts aus ihrem Amtsjahr bekannt; das bedeutendste Ereignis war die lex Hortensia, die das Ende der Ständekämpfe markierte.
Weiteres ist über Nautius nicht bekannt; er war aber der letzte aus der patrizischen gens Nautia, der zum Konsulat gelangte. Sein Sohn könnte jener Militärtribun Nautius gewesen sein, der sich 256 laut Florus geweigert haben soll, mit dem Konsul Marcus Atilius Regulus gegen die Karthager in See zu stechen. Dieses schmachvolle Verhalten dürfte das Ende der Familie bedeutet haben.